# Fertagus
Fertagus es una empresa portuguesa del Grupo Barraqueiro. Opera un servicio ferroviario suburbano de pasajeros concesionado por el Estado portugués, entre la estación de Roma-Areeiro en Lisboa y la estación de Setúbal, de una extensión de 54 km. La empresa opera también autobuses de pasajeros que conectan algunas de sus estaciones en la ribera sur del Tajo.
En 2010 Fertagus era responsable de cerca de 85 mil desplazamientos diarios.

## Características
Este servicio utiliza partes de la Línea de Cintura y de la Línea del Sur, y atraviesa el puente 25 de Abril, utilizando 18 unidades de doble piso de la serie 3500, numeradas de 3501 a 3518. 

### Estaciones
Fertagus dispone de dos recorridos. El primero de Roma-Areeiro hasta Setúbal con una duración media de 57 minutos y el segundo, más corto, de Roma-Areeiro hasta Coina, con una duración media de 33 minutos.

#### Norte del Tajo
- Roma-Areeiro
- Entrecampos
- Sete Rios
- Campolide

#### Sur del Tajo
- Pragal
- Corroios
- Foros de Amora
- Fogueteiro
- Coina
- Penalva
- Pinhal Novo
- Venda do Alcaide
- Palmela
- Setúbal

## Autobuses
Para dar servicio a las estaciones donde paran los trenes operados por Fertagus, dispone de una red de buses denominada SulFertagus con los siguientes servicios:

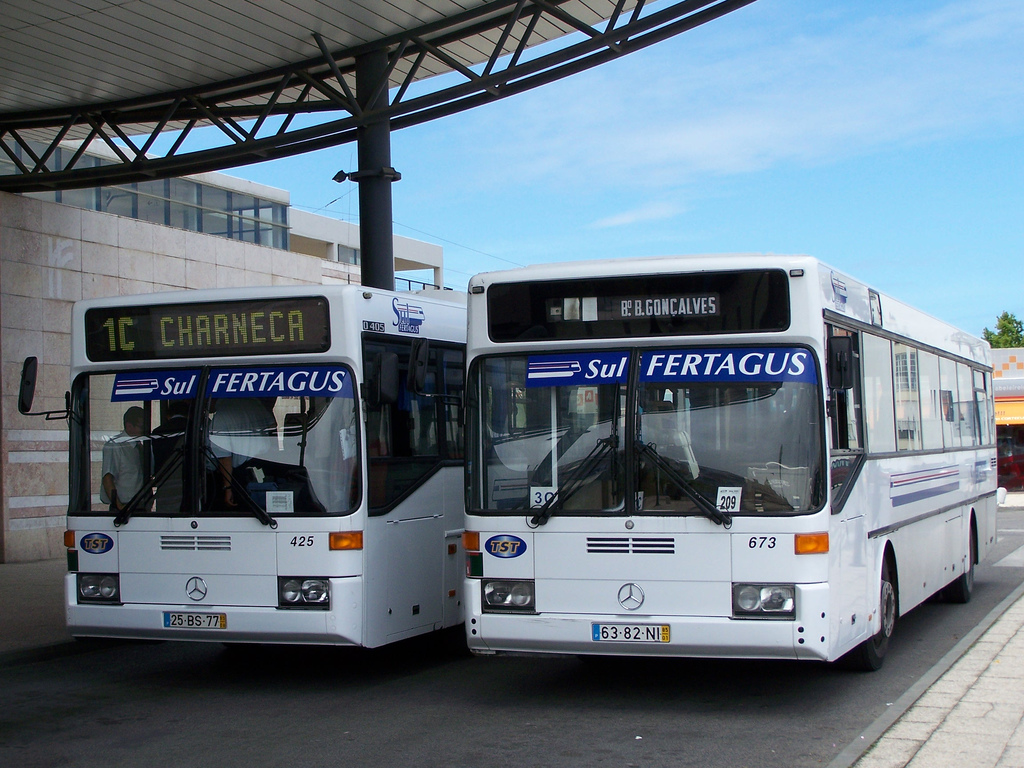
Autobuses de Fertagus en la Estación de Corroios.

Pragal
1P: Pragal - Sobreda
Corroios
1C: Corroios - Charneca da Caparica
2C: Corroios - Laranjeiro
3C: B.º Bento Gonçalves
Foros de Amora
1A: Foros de Amora - Amora
2A: Foros de Amora - Fogueteiro
Fogueteiro
1F: Fogueteiro - Seixal (Mercado)
2F: Fogueteiro - Seixal (Forum)
3F: Fogueteiro - Fernão Ferro
4F: Fogueteiro - PI Seixal
Coina
1N: Coina - Quinta do Conde
2N: Coina - Vila Nog. de Azeitão
2N Curta: Av. 1º Maio - Coina